# Gianni Comandini
Gianni Comandini (Cesena, 18 de maio de 1977) é um ex-futebolista profissional italiano que atuava como atacante

## Carreira
Gianni Comandini começou no A.C. Cesena.